# Hipsway
Gli Hipsway sono un gruppo musicale scozzese, attivi tra il 1984 e il 1989 e riunitisi nel 2016, conosciuti per il loro grande successo The Honeythief.

## Storia
Si formano a Glasgow nel 1984 da Johnny McElhone, bassista degli Altered Images, insieme con il cantante Grahame Skinner, il batterista Harry Travers (in precedenza entrambi componenti dei Kites) e del chitarrista Pim Jones.
Il quartetto firma un contratto discografico con la Mercury Records e incide due singoli nel 1985, The Broken Years e Ask the Lord. Con il terzo singolo, The Honeythief, ottengono il loro più grande successo, classificandosi al 17º posto nella UK Singles Chart e al 19° nella Billboard Hot 100 statunitense; il brano fa da traino al primo album, Hipsway che raggiunge il 42º posto nella UK Albums Chart. Nel 1986 registrano una nuova versione di Ask the Lord, seguita dal quinto singolo Long White Car, ma il successo stavolta è moderato.
Johnny McElhone abbandona il gruppo per formare i Texas e, con Stephan Ferrera alla batteria al posto di Harry Travers, registrano il loro secondo album, Scratch the Surface e il singolo Your Love. Entrambi sono degli insuccessi a livello critico e commerciale e la band si separa poco tempo dopo l'uscita del disco.
Skinner e Jones fondarono i Witness, che pubblicano un solo album, House Called Love, per la A&M Records. Successivamente Skinner si unì agli ex componenti dei Love and Money formando i Cowboy Mouth. Pim Jones formò i Big Yoga Muffin con Ange Dolittle (già componente degli Eat) e pubblica nel 2000 un album, Wherever You Go, There You Are per la Echo Label.
Nel 2011 Grahame Skinner fonda gli Skinner con Douglas McIntyre (ex Sugartown), Gordon Wilson (dei Love and Money) e Andy Alston (ex Del Amitri). Nel novembre del 2016, in occasione del 30º anniversario del primo album, Skinner e Jones riformano gli Hipsway per una serie di spettacoli alla Summerhall di Edimburgo e alla O2 ABC, alla Glasgow Kelvingrove Bandstand e alla Barrowlands Ballroom. La nuova formazione comprende Jim McDermott alla batteria, Gary Houston al basso, Stevie Christie, Andy May e Andy Gillespie alle tastiere, David Robertson alle percussioni e Louise Murphy come voce di supporto. Alla fine del 2018 esce il loro terzo album, Smoke & Dreams. Nel 2019 il primo album del gruppo venne ristampato con un CD bonus contenente versioni remix e brani inediti pubblicati come facciate B dei singoli.

## Discografia

### Album in studio
- 1986 – Hipsway
- 1989 – Scratch the Surface (ristampato nel 1997 col titolo The Rest of Hipsway)
- 2018 – Smoke & Dreams

### Singoli
- 1985 – Broken Years
- 1985 – Ask the Lord
- 1986 – The Honeythief
- 1986 – Ask the Lord (nuova registrazione)
- 1986 – Long White Car
- 1989 – Your Love